# Apáti Miklós (prédikátor)
Apáti Miklós, Apáti Madár Miklós (Debrecen, 1662. január 4. – Debrecen, 1724. december 24.) protestáns prédikátor, teológus, filozófus.

## Élete
Apja, Apáti Miklós 12 évig városi tanácsos, anyja Melius Juhász Péter prédikátor leánya volt. Alsóbb tanulmányait szülővárosában végezte. 1681-ben vették fel a tógátusok közé s két év múlva az ötödik, a következő évben a negyedik osztály tanítója lett. 1685. június 8-án Hollandiába indult, a leideni egyetemen két évet töltött, majd 1687-től a franekeri egyetemen, később az utrechti egyetemen tanult.
1687. szeptember 28-án Amszterdamban is megfordult. Itt találkozott Misztótfalusi Kis Miklóssal, aki rábízta az általa ott nyomatott Bibliának és más szent könyveknek behozatalát. 1689. szeptember 5-én indult haza és sok viszontagságok után, melyeket Apáti maga írt le, Lengyelországon és Erdélyen át ért hazájába a rábízott könyvekkel. Útközben Duklán 1690. január közepétől június 8-áig Zaboricky Sándor lengyel gróf parancsára fogságban volt, vasra verve, és II. Apafi Mihály erdélyi fejedelem közbenjárására szabadult ki. Először Galambos Ferenc udvari papja volt, azután 1703 körül kaposi prédikátorságra hívták meg; innen Dobóruszkára, majd 1707 októberében Varannó, 1713 körül Lasztóc, Nagytoronya, 1718-ban Bodrogkeresztúr, végül 1721 nyarán Debrecen hívta meg református lelkészéül.

## Munkái
1. Disputatio theologico-critica tripartita naturae tvn Urim et Thummim, ad mentem Scripturae Sacrae, superatis heterogeneis opinionibus enucleandae consecrata. Lugdun. Batav. 1686
2. Disputatio theologica de virga Mosis. Uo. 1687
3. Vita triumphans civilis, sive universa vitae humanae peripheria, ad mentem illustris herois et philosophi, D. Renati des Cartes, ex unico centro decta. Amstelodami, 1688
4. A szabados tudományoknak mesteréhez, philosophiának urához dr.-ához tiszt és tudós Vári Mihály uramhoz Krisztina szerelmes hajadon leánya égi tűz miatt esett szomorú halála felett vigasztaló levele. Kolozsvár, 1716

Kéziratban maradt: Utilitas pathematum animorum. Adversaria. (Ebben életét, tudományos utazásait és házi körülményeit írja le.)
Notationes in Petri Rami Logicam A. 1680.
Vannak még magyar nyelven írt alkalmi imádságai és prédikációi is; továbbá egy elmélkedése, midőn id. Konta János gyógyítására Szónakba lovagolt; végül egyéb írásai, melyek a korabeli történelem forrásai.